# Trogulus
Trogulus är ett släkte av spindeldjur. Trogulus ingår i familjen sköldlockar inom ordningen lockespindlar.